# Стефан, Жан Мари Эдуар
Эдуар Стефан (фр. Édouard Stephan; 1837—1923) — французский астроном.

## Биография и карьера
| Открытые астероиды: 2 | Открытые астероиды: 2 |
| --------------------- | --------------------- |
| (89) Юлия             | 6 августа 1866        |
| (91) Эгина            | 4 ноября 1866         |

Учился в ENS de Paris, выпустился в 1862 году. С 1864 до 1907 года был директором Марсельской обсерватории (до 1872 года вместе с У. Леверье).
В 1866 году открыл два астероида.
С 1870 до 1875 год изучал туманности, несколько их открыл. В 1873 (по другим данным, в 1874) году он стал первым, кто попытался определить угловой диаметр Сириуса с помощью интерферометрии (он использовал для этого 80-сантиметровый рефлектор). Однако попытка оказалась неудачной.
В 1882 году он открыл галактику NGC 6027. Также он открыл знаменитый Квинтет Стефана — группу из 5 галактик.
И, наконец, он участвовал в открытии кометы Стефана — Отерма, которая была названа его именем.